# Shibani Dandekar
Shibani Dandekar Akhtar (née le 27 août 1980 à Pune) est une chanteuse, actrice, animatrice et mannequin australienne d'origine indienne.
Elle commence sa carrière en travaillant comme animatrice de télévision à la télévision américaine. Après son retour en Inde, elle anime plusieurs émissions et événements à la télévision hindi, en plus de travailler comme mannequin et chanteuse.

## Biographie
Dandekar est la fille aînée d'une famille marathe. Son père Shashidhar Dandekar est un acteur de théâtre en Australie et sa mère Sulabha Dandekar travaille pour Qantas Airways. Elle a deux sœurs, Anusha Dandekar, une actrice-chanteuse travaillant à Bollywood, et Apeksha Dandekar. Les sœurs forment un groupe de musique nommé D-Major. Dandekar grandit en Angleterre, en Australie et en Afrique pendant la majeure partie de son enfance.
Dandekar commence à sortir avec le cinéaste et acteur de Bollywood Farhan Akhtar en 2018, juste après son divorce avec Adhuna Bhabani en 2017. Le 19 février 2022, ils se marient lors d'une cérémonie personnelle, qui ne fait pas référence aux origines, dans la ferme du père de Farhan à Khandala.

## Carrière
En 2001, elle s'installe à New York et commence à travailler à la télévision américaine et l'animation commerciale. Elle anime trois émissions de télévision diffusées à l'échelle nationale pour la communauté indienne, Namaste America, V Desi et Asian Variety Show. Dans ce rôle, elle présente les plus grandes stars de Bollywood au public américain et anime An Evening With Shah Rukh Khan in Atlantic City.
Elle vient en Inde et poursuit son travail d'animatrice de télévision pour des émissions de divertissement, tout en s'aventurant également dans le mannequinat. Dandekar anime Grammy Nominees Special produit en Inde sur VH1 en prologue de la 53e cérémonie des Grammy Awards. Depuis 2011, elle co-anime l'émission Extraa Innings - T20 sur Sony Max lors des matchs de l'Indian Premier League. Elle a une nomination aux 11e Indian Television Academy Awards dans la catégorie "Meilleure animatrice de jeu". Elle fait un numéro de danse dans le film Timepass puis dans Sangharsh. En 2017, Shibani participe à Khatron Ke Khiladi 8 et est éliminé la première semaine à la 12e place. En 2019, elle présente la cérémonie d'ouverture de la Coupe du monde de cricket de 2019 avec Andrew Flintoff et Paddy McGuinness dans laquelle son mari Farhan Akhtar apparaît en tant qu'invité représentant l'Inde.

## Filmographie
- 2015 : Shaandaar
- 2016 : Sultan
- 2017 : Naam Shabana
- 2017 : Noor
- 2018 : Bhavesh Joshi Superhero
- 2019 : Rocky
- 2020 : Four More Shots Please! (série télévisée, 3 épisodes)
- 2020 : Hostages (série télévisée, 12 épisodes)
- 2021 : Dinner in Lockdown
- 2022 : That Is Mahalakshmi